# 张汝纳
张汝纳（？—？），直隶景州人，是一名清朝政治人物。
张汝纳曾于1742年接替韩墉任南汇县知县一职，1743年由郑炳接任。